# Trioceros ntunte
Espèce
Synonymes
- Chamaeleo ntunte Nečas, Modrý & Šlapeta, 2005

Statut de conservation UICN

 DD  : Données insuffisantes
Statut CITES
Trioceros ntunte est une espèce de sauriens de la famille des Chamaeleonidae.

## Répartition
Cette espèce est endémique du mont Nyiru au Kenya.

## Publication originale
- Nečas, Modrý & Šlapeta, 2005 : Chamaeleo (Trioceros) ntunte sp. n., a new chameleon species from Mt. Nyiru, northern Kenya. Herpetozoa, vol. 18, n. 3/4, p. 125-132.